# Districtul Non Daeng
Non Daeng (în thailandeză โนนแดง) este un district (Amphoe) din provincia Nakhon Ratchasima, Thailanda, cu o populație de 25.468 de locuitori și o suprafață de 193,4 km².

## Componență
Districtul este subdivizat în 5 subdistricte (tambon).
| 1. | Non Daeng    | โนนแดง    |  |
| 2. | Non Ta Then  | โนนตาเถร  |  |
| 3. | Sam Phaniang | สำพะเนียง  |  |
| 4. | Wang Hin     | วังหิน      |  |
| 5. | Don Yao Yai  | ดอนยาวใหญ่ |  |